# 莫尼戈鎮區 (密蘇里州聖克萊爾縣)
莫尼戈鎮區（英語：Monegaw Township）是位於美國密蘇里州聖克萊爾縣的一個行政鎮區。

## 地方資料
莫尼戈鎮區的面積為118.23平方千米，當中陸地面積為117.85平方千米，而水域面積為0.37平方千米。根據2020年美國人口普查的數據，當地共有人口192人，而人口密度為每平方千米1.62人。